# Covaleda
Covaleda est une commune espagnole montagnarde de la province de Soria en Castille-et-León. Traversée par le Douro, elle fait partie du diocèse d’Osma-Soria et de l’archidiocèse de Burgos. Son économie est centrée sur la transformation du bois.